# Helena Pato
Maria Helena Martins dos Santos Pato (Mamarrosa, 19 de abril de 1939) es una profesora de matemáticas, activista antifascista y sindicalista portuguesa. Fue prisionera política durante el Estado Nuevo portugués y una de las fundadoras del Movimiento Democrático de Mujeres. Es autora de la página Antifascistas de la Resistencia, desde 2013.

## Trayectoria
Helena Pato, hija de una maestra de escuela primaria y de un regente agrónomo, ingresó en la Facultad de Ciencias de la Universidad de Lisboa en 1956.Inició su actividad política en la MUD Juvenil (Movimiento de Unidad Democrática) y fue dirigente de la Asociación de Estudiantes de la Facultad de Ciencias de Lisboa a principios de los años 1960. Antes de terminar la carrera, trasladó su matrícula a la Universidad de Coimbra, y en 1962 se exilió por motivos políticos y se fue a vivir a París donde permaneció durante tres años.
En 1960 se casó con el periodista y líder estudiantil Alfredo Nolaes, con quien vivió en París y que moriría de linfoma en 1965. Nolaes, detenido por la PIDE durante la campaña electoral de 1958, fue el primer contacto de Helena con la policía política. En 1962, se afilió al Partido Comunista Portugués del que formó parte hasta 1991.
En junio de 1967 fue detenida por la PIDE por su implicación en la creación del Movimiento Democrático de Mujeres y encarcelada hasta noviembre de ese mismo año en aislamiento en la prisión de Caxias donde fue sometida a tortura. Dos años más tarde se casó con José Manuel Tengarrinha, historiador y líder del Movimiento Democrático Portugués/Comisión Electoral Democrática (MDP/CDE), detenido por última vez por la PIDE el 18 de abril de 1974. Helena formó parte de la campaña del CDE (Comisión Electoral Democrática) en 1969 y de la secretaría del movimiento.
En 1970 ingresó por primera vez como profesora de matemáticas en el Liceu Gil Vicente y se implicó en la creación de una organización del profesorado. Helena Pato ejerció como profesora de matemáticas durante 36 años y fue fundadora y líder del Sindicato de Profesores de la Gran Lisboa (SPGL). Su marido, José Manuel Tengarrinha, fue detenido por última vez por la PIDE el 18 de abril de 1974.Ese mismo año ella estuvo presente en la liberación de los prisioneros de Caxias el 27 de abril de 1974, después de la Revolución de los Claveles. 
Fue líder del movimiento cívico Não Apaguem A Memória, creado en 2006 como protesta contra la transformación de la antigua sede de la PIDE en un condominio de lujo. En 2013 creó la página Antifascistas de la Resistencia, que reúne más de 400 biografías de personas que resistieron a la dictadura.
En 2019, se posicionó en contra de los planes del Ayuntamiento de Santa Comba Dão para la creación del Museo Salazar.

## Publicaciones
Es autora de libros de memorias sobre la dictadura portuguesa:
- Saudação, Flausinas, Moedas e Simones (Campo das Letras, 2006).
- Já Uma Estrela Se Levanta (Tágide, 2011).
- A Noite Mais Longa de Todas as Noites (Edições Colibri, 2018).